# 上原村 (富山県)
上原村（うえはらむら）は、かつて富山県下新川郡にあった村。
村名は上野村と吉原村の各1字を合わせている。

## 地理
北側は日本海に面する。

## 沿革
- 1889年（明治22年）4月1日 - 町村制の施行により、下新川郡上野村、吉原村、道市村及び古川村の区域をもって、下新川郡上原村が発足する。
- 1953年（昭和28年）10月1日 - 下新川郡入善町、新屋村、小摺戸村、青木村、飯野村、上原村、横山村及び椚山村が合併して、下新川郡入善町が発足する。

## 歴代村長
出典→
1. 市岡十兵衛（1899年5月30日 - 1890年5月19日）
2. 高森四郎次郎（1890年6月3日 - 1893年10月21日）
3. 岡竜硯（1894年4月12日 - 1894年11月5日）
4. 若島信吉（職務管掌、1894年11月6日 - 1894年12月25日）
5. 伊藤祐良（1894年12月28日 - 1898年9月22日）
6. 愛馬伊兵衛（1898年10月17日 - 1902年3月13日）
7. 中村清郷（職務管掌、1902年3月14日 - 1902年4月15日）
8. 枝川栄次郎（1902年4月15日 - 1908年7月10日）
9. 室子次郎（1908年8月13日 - 1911年4月7日）
10. 枝川栄次郎（1911年4月27日 - 1917年5月7日）
11. 室田与二（1917年11月2日 - 1918年5月4日）
12. 板川栄次郎（1919年8月6日 - 1923年10月8日）
13. 泉丈右衛門（1923年11月5日 - 1928年12月7日）
14. 柏原米次郎（1929年1月27日 - 1931年6月5日）
15. 泉丈右衛門（1931年6月22日 - 1944年3月7日）
16. 金沢勝造（1944年7月29日 - 1946年11月27日）
17. 市岡正義（1947年4月10日 - 1953年9月30日）